# Ejno Lejno
Ejno Lejno (ime po rođenju Armas Ejnar Leopold Lenbom) (6. jul 1878 – 10. januar 1926) bio je finski pesnik i novinar koji se smatra jednim od pionira finske poezije. Njegove poeme kombinuju moderne i finske narodne elemente. Stil većeg dela njegovog rada je poput Karavale i narodnih pesama. Priroda, ljubav i očaj česta su tema u Lejnovom delu. Danas je u Finskoj veoma poštovan i čitan.

## Detinjstvo i mladost
Ejno Lejno je kršten kao Armas Ejnar Leopold Lenbom u Paltamu kao sedmi i najmlađi sin u porodici sa desetoro dece. Leinova porodica je živjela u kući Hevele u selu Paltaniemi. Lejnov otac je promenio svoje prezime iz Mustonen u Lenbom da bi poboljšao svoje šanse da oženi svoju buduću suprugu iz više klase. Ejnov stariji brat Kasimir Lejno bio je važna kulturna figura u Finskoj. On je bio pesnik, kritičar, i pozorišni režiser. Ejno i Kasimir Lejno su zajedno osnovali književni časopis 1898. godine.
Lejno je objavio svoju prvu pesmu sa 12 godina, a zbirku pesama Maliskun lauluja, sa 18 godina.
Lejnovi roditelji su umrli dok je još bio đak. Školu je započeo u Kajani, a nastavio u Oulu i Hamenlini, gde je boravio kod rodbine. Nakon što je završio srednju školu u Hamenlini, Lejno je započeo studije na Helsinškom univerzitetu.

## Književna karijera
Početkom karijere Ejno Lejno je bio hvaljen od strane kritičara. On se pridružio književnim i novinarskim krugovima i postao član Finskog omladinskog kruga. Među Lejnovim prijateljima bili su umetnik Peka Halonen i Oto Maninen, koji su stekli slavu kao pesnik i prevodilac.
Nakon Finskog građanskog rata, Lejnova idealistička vera za nacionalno jedinstvo je kolapsirala, a njegov uticaj kao novinara i polemičara je oslabio. Odobrena mu je državna penzija za pisce 1918. godine kad mu je bilo četrdeset godinama. Iako je plodno objavljivao, imao je finansijskih problema i zdravlje mu se pogoršalo. „Život je uvek borba sa večnim silama”, rekao je Lejno u pismu 1925. godine svom prijatelju Bertelu Gripenbergu.
Lejno je objavilo preko 70 knjiga pesama i priča. Najpoznatija od njih su dve zbirke pesama Helkavirsija (1903. i 1916), u kojima on intenzivno koristi finsku mitologiju i folklor.
Pored pisanja poezije, Ejno Lejno je pisao u novinama o pozorištu i kulturi generalno, i prevodio dela važnih pisaca poput Runeberga i Getea. On je bio prva osoba u Finskoj koja je prevela Danteovu Božansku komediju na finski jezik.
Lejno je bio u braku tri puta i imao je jednu ćerku Helku. On je preninuo 1926. u 47. godini života, i sahranjen na groblju Hietaniemi u Helsinkiju.
Najopsežniju biografiju o Lejnu napisao je 1930-ih njegov ljubavnik i kolega L. Onerva. U dramatičnoj priči Onerva takođe piše o svom životu.

## Književni stil i značaj
Smatra se da je Lejno prvi i najvažniji oblikovatelj nacionalnog romantizma u finskoj književnosti. Zapravo, Lejno je sam skovao termin nacionalni neoromantizam kako bi okarakterisao dela talenta mlade Finske, poput kompozitora Jana Sibeliusa, slikara Akselija Galen-Kalela i arhitekte Elijela Sarinena.
Lejnov stil razvijao se tokom svoje 35-godišnje karijere. U njegovim ranim radovima, uključujući i njegovu najpoznatiju zbirku Helkavirsija (1903), vidljiv je uticaj nacionalnog epa Kalevala.
Sredinom karijere Lejno je preveo klasike svetske književnosti na finski. Istovremeno je pisao svoja dela u više žanrova: poeziju, drame, eseje, preglede i druga dela novinarstva. Njegov rad obuhvata širok emocionalni raspon, sve od duboke ljubavi do mizantropije i rezkog kriticizma.
U poslednjim godinama, nakon borbi u ličnom životu, Lejno se vratio nacionalno romantičnim temama svoje mladosti.

## Literatura
- Jones, W. Glyn; Kuusi, Matti; Bosley, Keith; Branch, Michael (октобар 1979). „Finnish Folk Poetry: Epic. An Anthology in Finnish and English”. The Modern Language Review. 74 (4): 1004. ISSN 0026-7937. doi:10.2307/3728316.
- Kurman, George; Ahokas, Jaakko (1976). „A History of Finnish Literature”. Comparative Literature. 28 (2): 182. ISSN 0010-4124. doi:10.2307/1769664.
- Gay, David E. (1997). „The Creation of the "Kalevala", 1833-1849”. Jahrbuch für Volksliedforschung. 42: 63. ISSN 0075-2789. doi:10.2307/848005.
- Helamaa, Tiina (2014-12-31). „Bibliography of Finnish Population Studies 2011–2013”. Finnish Yearbook of Population Research. 49: 169—216. ISSN 1796-6191. doi:10.23979/fypr.48429 .
- Seppa, Tiina (2013). „"Discussions on the Past: Shared Experience in the Collection of Finnish Folk Poetry."”. Journal of Finnish Studies. 16: 48.
- Veivo, Harri (2012-12-01). „The city as a mediating device and as a symbol in Finnish poetry of the 1960s”. Sign Systems Studies. 40 (3/4): 514—528. ISSN 1736-7409. doi:10.12697/sss.2012.3-4.13 .
- Binham, Philip; Lomas, Herbert (1993). „Contemporary Finnish Poetry”. World Literature Today. 67 (1): 212. ISSN 0196-3570. doi:10.2307/40148998.
- Crawford, John Martin, ур. (1888), The Kalevala: The Epic Poem of Finland, ISBN 978-0-7661-8938-6.
- Friberg, Eino; Landström, Björn; Schoolfield, George C., ур. (1988), The Kalevala: Epic of the Finnish People, ISBN 978-951-1-10137-6
- Kirby, William Forsell, ур. (1907), The Kalevala: Or the Land of Heroes, ISBN 978-1-85810-198-9
- Lönnrot, Elias (1989). The Kalevala. Превод: Bosley, Keith. Oxford / New York: Oxford University Press. ISBN 978-0-19-953886-7.
- Magoun, Francis Peabody, ур. (1963), The Kalevala: Or Poems of the Kaleva District, Cambridge, Mass., Harvard University Press, ISBN 978-0-674-50010-5
- Magoun, Francis Peabody, ур. (1969), The Old Kalevala and Certain Antecedents, ISBN 978-0-674-63235-6
- קאַלעװאַלאַ: פֿאָלקס עפּאָס פֿון די פֿינען. Превод: Rosenfeld, Hersh. New York: Marstin Press. 1954.

## Spoljašnje veze
- Eino Leino на сајту Пројекат Гутенберг (језик: енглески)
- Ejno Lejno на сајту Internet Archive (језик: енглески)
- Ejno Lejno на сајту LibriVox (језик: енглески)